# 日系メキシコ人
日系メキシコ人（にっけいメキシコじん、スペイン語: Japonés Mexicano）とは、日本人の血を引いたメキシコの市民である。日系人数は17,753人、2009年時点での在留日本人は6,501人（永住者数は2,093人）である。

## 歴史
19世紀末の1897年に榎本武揚の榎本移民団によって入植した35人が日系メキシコ人のルーツである。

## 言語と宗教
多くの日系メキシコ人はスペイン語しか話さず、ごく少数が日本語を話すことができ、英語も話す。地域では大多数の日系メキシコ人はカトリック教徒であり、残り少数は仏教徒である。

## 著名な日系メキシコ人
- バルバラ・モリ - 女優。南米のウルグアイ出身なので日系ウルグアイ人でもある[3]。
- ケンヤ・モリ - 女優。バルバラの妹。
- ルイス・ニシサワ - 画家
- パブロ・ラリオス - サッカー選手
- タロウ・ソリージャ - 建築家

## 脚註
1. ↑  メキシコとの二国間関係、外務省
2. ↑  海外在留邦人統計、外務省
3. ↑  母親については他の言語のウィキペディアではレバノン人と記載されている。